# ジョン・ザンディグ
ジョン・ザンディグ（John Zandig，1971年4月4日生）は、アメリカ合衆国出身のプロレスラー。コンバット・ゾーン・レスリングの設立者であり、その経歴を通してザンディグのリングネームをもって知られてきた。

## 来歴
ラリー・シャープのもとで訓練を積み、プロとしてのデビューを1994年に行った。 1999年にペンシルベニア州フィラデルフィアにてデスマッチ団体のコンバット・ゾーン・レスリングを設立。しかしもともとCZWはコンバット・レスリング・スクールという名のプロレスラー養成所であり、ある日、麻薬撲滅キャンペーンの関係者から「チャリティ興行を行わないか」と誘われ、断りきれずに興行を行った結果、評判が良かったことがCZW旗揚げの経緯であった。
その後CZWは、蛍光灯、有刺鉄線、芝刈り機、工業用大型ホッチキスなどの過激な凶器が飛び交うデスマッチを売りにしたハードコア・レスリング、日本で言う大日本プロレスのようなスタイルが話題を集めた。
2000年、ワイフビーターとともに大日本プロレスに初来日。CZW軍の首領としてCZW本来のスタイルを日本人選手ら相手に遺憾なく発揮し、大日本にとっては観客動員数の飛躍的な増大が実現。
やがては加藤あいとともに清涼飲料のC1000のテレビコマーシャルに出ることにもなった。
BJW認定デスマッチヘビー級王座を獲得し、そのベルトを巡って、本間朋晃、山川竜司らと抗争を展開。以降もCZWの総帥として数々の刺客を日本に送り込み、その中には、後に「元祖バカガイジン」として大日本で名を馳せることになるマッドマン・ポンドや葛西純も含まれていた。
2000年11月、本間からデスマッチヘビー級ベルトを奪われるが、その本間が全日本プロレス移籍のためにベルトを返上。
2001年3月18日の博多スターレーン大会で、ワイフビーターが試合中に山川竜司に頭蓋骨を折る大怪我を負わせた事をリング上で謝罪しようとした所、CZWのメンバー達から反発を受け、仲間割れ。葛西純と組んでCZWジャパンという連合を結成。この時期のCZWにあっては、その葛西およびニック・モンド、ワイフビーター、Zバール、トレント・アシッドという面子とともに『ビッグ・ディールズ』(Big Dealz)という連合を組んでいた。
やがて春に行われたデスマッチヘビー級ベルトを賭けたトーナメントに参戦、決勝で金村キンタローと激突し、CZWのメンバー達の乱入、襲撃に遭いながらも金村を倒し、ベルトを取り戻したが、8月にCZW軍に寝返った松永光弘との防衛戦の最中、葛西にも裏切られてベルトを手放してしまう。結局ザンディグは大日本プロレス本隊と結託することになり、12月には松永からデスマッチヘビー級ベルトを取り戻すが、その後ザンディグは大日本からのCZW撤退を宣言。アメリカでの活動に専念することになった。
しかし2003年にはニック・ゲージらとともにZERO-ONEに参戦。大日本に参戦していた時と変わらぬ暴れっぷりを見せつけ、橋本真也を挑発する場面もあった。
かつて葛西純に「シムケン」（志村けん）呼ばわりされたことがある。後ろ髪がやたら長い他は完全に志村けんとヘアスタイルが似ていたからである。
現在は髪をすべて剃り、完全なスキンヘッド状態である。レスラーからは引退し、プロモーター業に専念しているが、稀に試合に出場することがある。
2009年にはCZWの所有者の座をDJハイドに譲り渡した。

## 得意技
- スパイラルボム
- マザーファッキンボム
- パワーライザー
- ラリアット

## 戴冠歴
- BJW認定デスマッチヘビー級王座（第10代、第12代、第14代）
- BJW認定タッグ王座（第11代。パートナーはニック・ゲージ）
- CZW世界ヘビー級王座
- CZW世界タッグ王座
- CZWウルトラバイオレントアンダーグラウンド王座
- ハードコア殿堂